# Bacino di Cimljansk
Il bacino di Cimljansk (in russo Цимля́нское водохрани́лище?, Cimljanskoe vodochranilišče) è un lago artificiale formato dal fiume Don nella Russia meridionale, nel territorio delle oblast' di Rostov sul Don e Volgograd; è formato da un imponente sbarramento costruito nei pressi delle città di Cimljansk e Volgodonsk nel 1952 (la costruzione era iniziata nel 1948). L'invaso fu completamente riempito nel 1953. La maggior parte del bacino (67%) si trova entro i confini amministrativi della regione di Volgograd, una parte più piccola si trova nella regione di Rostov. A nord-est il bacino è collegato alle acque del Volga dal canale Volga-Don.
Il bacino si estende su 2 702 km², raggiungendo una lunghezza di 260 km e una larghezza massima di 38. Tributari del bacino sono i fiumi Donskaja Carica, Liska, Čir, Myškova, Aksaj Esaulovskij, Aksaj Kurmojarskij e Cimla. In corrispondenza delle foci dei fiumi si sono formate baie larghe fino a 5 km e lunghe 15–30 km.
Sulle rive del bacino si trovano le città di Kalač-na-Donu, Cimljansk, Volgodonsk e la centrale nucleare di Rostov. Quando il bacino fu riempito, un monumento storico, la città-fortezza cazara di Sarkel, si ritrovò sommersa dall'acqua.